# EbXML
ebXML (Electronic Business using eXtensible Markup Language、拡張可能なマーク付け言語を用いた電子ビジネス) は、XMLを用いたインターネット上の企業間電子商取引のための仕様群である。
ebXMLは複数の仕様からなる。その対象範囲は、取引伝票の伝送にとどまらず、取引のプロセスやプロトコルの指定から、企業が取引相手を探すための仕様にまで至る。ただし、伝票のフォーマットはebXMLでは定めておらず、UBLやRosettaNet PIPといった他の標準や、あるいは企業が独自に定めた伝票フォーマットを用いることになる。

## 歴史
ebXMLはUN/CEFACTとOASIS (構造化情報標準促進協会) が共同で1999年にebXML Initiativeを立ち上げて仕様開発の活動を開始し、2001年に主要な仕様の初版を公開した。
元々のプロジェクトでは、次のXML標準を含む5層のデータ仕様を想定していた。
- 企業間取引プロセスの記述
- 取引企業の能力および合意の記述
- 取引伝票の構成要素のモデル
- メッセージ伝送
- 企業情報の登録簿 (レジストリとリポジトリ)

ebXML Initiativeは初期の仕様の完成をもって解散したが、ebXMLを構成する各仕様はUN/CEFACTとOASISが分担して維持・改版が継続された。Core Componentsのような業務寄りの仕様をUN/CEFACTが、Message Service等のIT寄りの仕様をOASISが担当した。
2つの組織による6つの仕様の完成後、作業の5つのパートがISO TC154に提出された。ISOはOASISやUN/CEFACTから提出されたebXMLの仕様を承認し、ISO 15000 Electronic business eXtensible Markup Language (ebXML) の各パートとして出版した。
- ISO 15000-1: ebXML Collaboration Protocol Profile and Agreement (ebCPP)[2]
- ISO 15000-2: ebXML Message Service Specification (ebMS)[3]
- ISO 15000-3: ebXML Registry Information Model (ebRIM)[4]
- ISO 15000-4: ebXML Registry Services Specification (ebRS)[5]
- ISO 15000-5: ebXML Core Components (CCS)[6]

OASISとUN/CEFACTはこれらの仕様をさらに進化させる責任を引き続き負っている。